# Stade des Alpes
Das Stade des Alpes (deutsch Alpenstadion) ist ein Fußballstadion in der französischen Stadt Grenoble im Département Isère. Es grenzt an den Parc Paul Mistral, den Stadtpark von Grenoble.

## Geschichte
Der Veranstaltungsstätte wurde 2008 eröffnet. Sie wird hauptsächlich vom Fußballverein Grenoble Foot 38 genutzt, seit der Saison 2014/15 auch vom Rugby-Union-Club FC Grenoble. In beiden Fällen ersetzte es das Stade Lesdiguières als Spielort. Das Stadion misst in der Länge 191 m bei einer Breite von 144 m. Die Höhe beträgt 22,50 m.
Die Tribünen sind vollständig mit Sitzplätzen ausgestattet und mit einem transparenten Dach überspannt. Auf der Südseite der Arena ist eine Photovoltaikanlage mit einer Fläche von 1000 m² installiert. Sie liefert pro Jahr 72.000 kWh Strom. In einer Tiefgarage stehen 440 Parkplätze zur Verfügung, des Weiteren gibt es 160 Fahrradstellplätze.

## Spiele der Fußball-Weltmeisterschaft der Frauen 2019 in Grenoble
Fünf Partien der Fußball-Weltmeisterschaft der Frauen 2019, darunter ein Achtelfinale, wurden in Grenoble ausgetragen.
|                             |   |            |           |
| 9. Juni 2019, Gruppe C      |   |            |           |
| Brasilien                   | – | Jamaika    | 3:0 (1:0) |
| 12. Juni 2019, Gruppe A     |   |            |           |
| Nigeria                     | – | Südkorea   | 2:0 (1:0) |
| 15. Juni 2019, Gruppe E     |   |            |           |
| Kanada                      | – | Neuseeland | 2:0 (0:0) |
| 18. Juni 2019, Gruppe C     |   |            |           |
| Jamaika                     | – | Australien | 1:4 (0:2) |
| 22. Juni 2019, Achtelfinale |   |            |           |
| Deutschland                 | – | Nigeria    | 3:0 (2:0) |

## Galerie

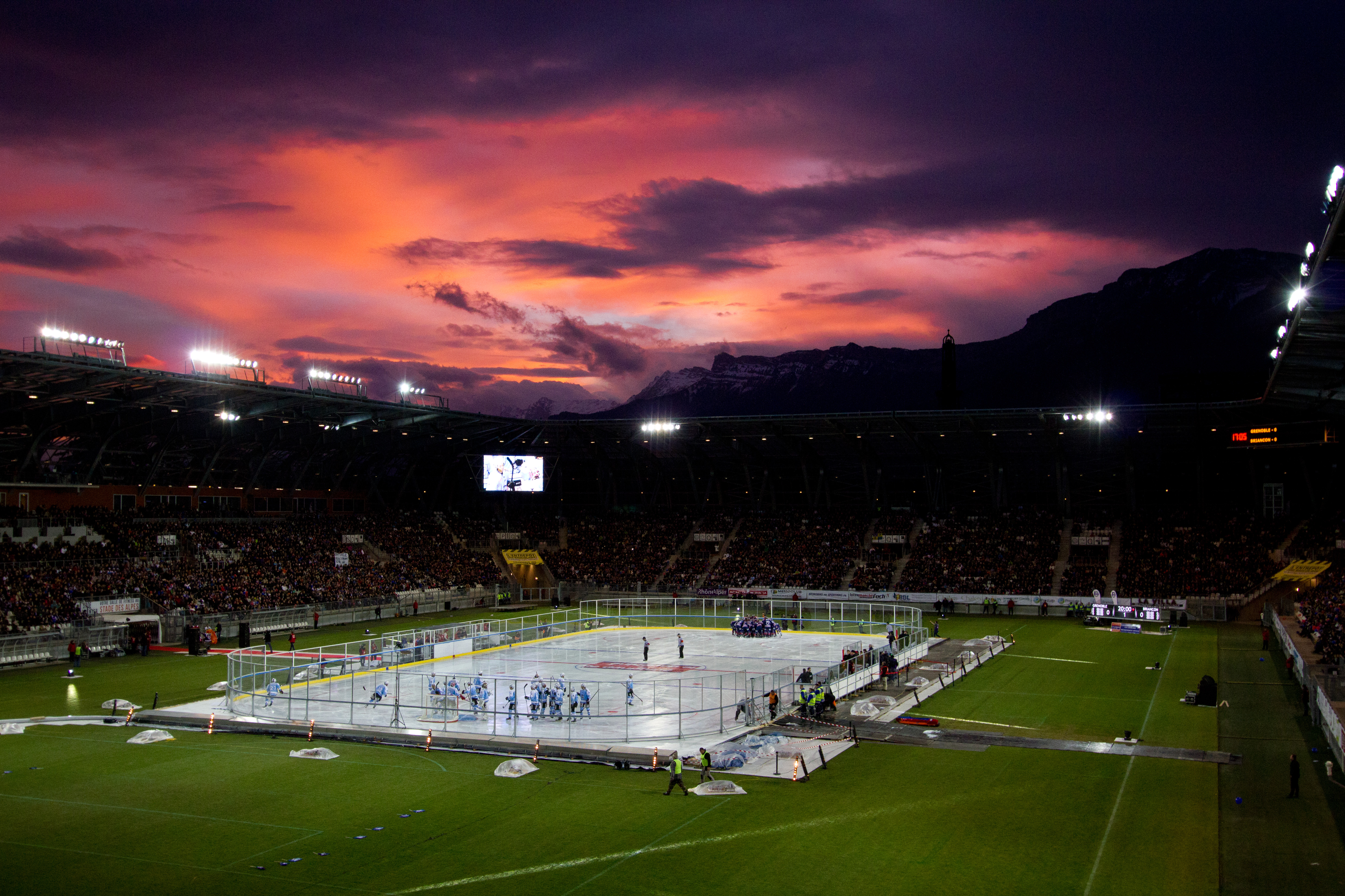
Das Winter Game Grenoble der Ligue Magnus am 22. Dezember 2013 zwischen den Brûleurs de Loups de Grenoble und den Diables Rouges de Briançon (4:5) vor 19.767 Zuschauern
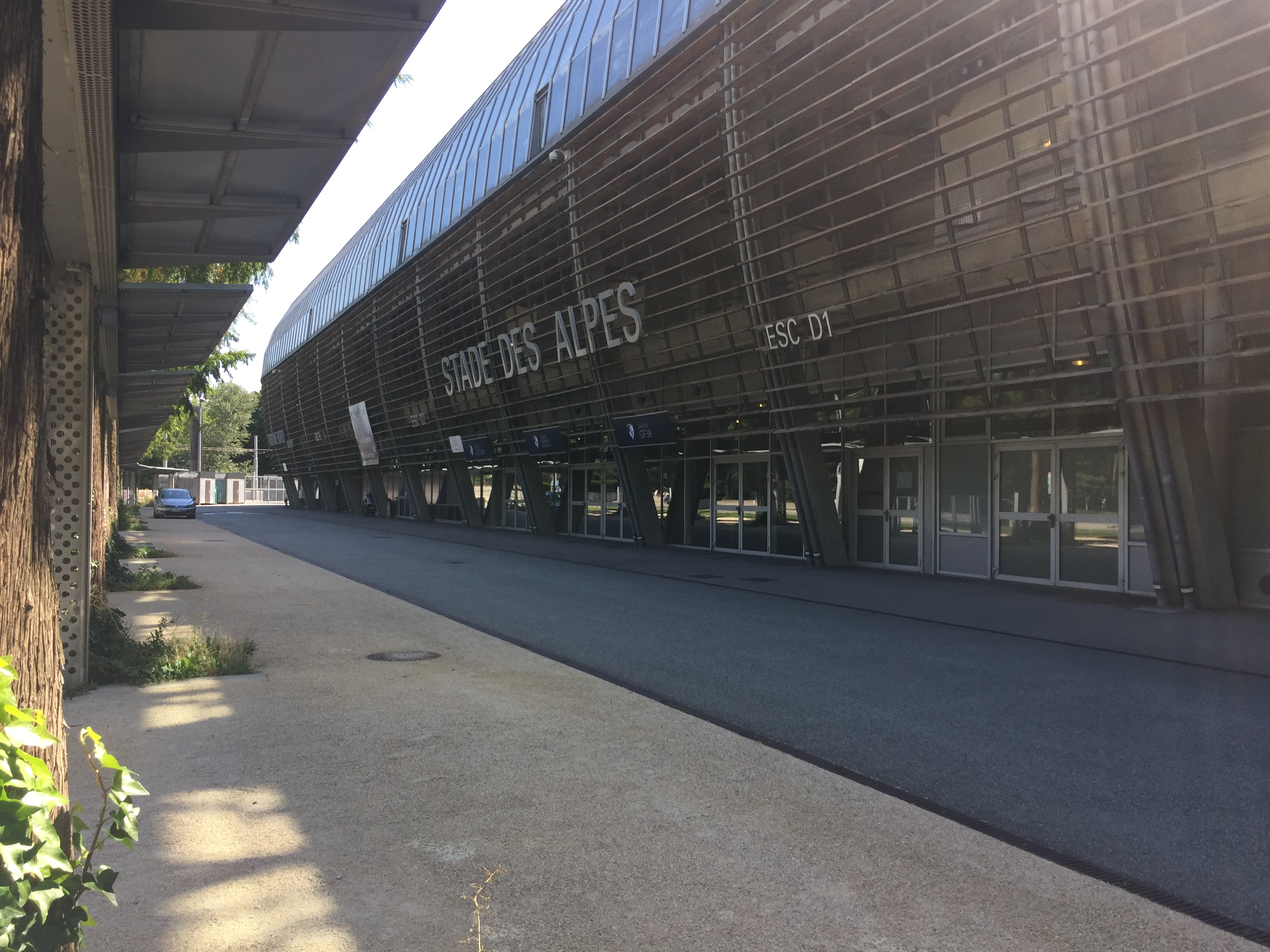
Der Eingangsbereich (August 2018)